# Parkinsons sjukdom
Parkinsons sjukdom är en progressiv neurologisk sjukdom som kännetecknas av rörelseproblem, stelhet och skakningar. Den finns nämnd i tidiga verk i medicinhistorien, bland annat hos Galenos, men fick sin första noggranna beskrivning 1817 i boken An Essay on the Shaking Palsy av den brittiske läkaren James Parkinson (1755–1824).
Internationella Världsparkinsondagen firas varje år den 11 april, på James Parkinsons födelsedag.

## Symptom och diagnostik
Symptomkombinationen rörelsesvårigheter, stelhet och skakningar kallas med ett gemensamt namn för parkinsonism. Den vanligaste orsaken till parkinsonism är Parkinsons sjukdom, men andra orsaker som förekommer är biverkningar av läkemedel (neuroleptika), kärlsjukdomar i hjärnan och en grupp av sjukdomar kallad atypisk parkinsonism (tidigare kallad parkinson plus-syndrom).
Diagnosen Parkinsons sjukdom kan aldrig ställas med hundraprocentig säkerhet utan är en sannolikhetsdiagnos utifrån att man observerar symptom, förlopp och effekten av behandling. Utredningar som datortomografi och magnetkamera kan inte påvisa sjukdomen men kan utesluta andra orsaker till parkinsonism. Ett viktigt led i diagnostiken är att pröva behandling med läkemedel, som ska ha god effekt vid Parkinsons sjukdom.
Parkinsons sjukdom är av allmänheten mest känd som en rörelsesjukdom, men forskningen riktar mer och mer in sig på de symptom som inte är relaterade till rörelse, så kallade icke-motoriska symptom, för att de anses komma 10–20 år innan man kan ställa diagnos om Parkinsons sjukdom.

### Motoriska symptom
Klassiska symtom vid Parkinsons sjukdom:
- Hypokinesi (rörelsehämning). Den yttrar sig som att kroppens rörelser blir långsamma och svåra att klara av, trots att muskelkraften kan vara normal. Det kan vara svårt att sätta igång en rörelse, till exempel att ta det första steget, när man ska börja gå. Gången blir släpande.
- Rigiditet (muskelspänning). Den yttrar sig som en allmän stelhet i kroppen (katalepsi) och kan leda till att patienten måste gå lätt framåtlutad.
- Tremor, ofrivilliga skakningar, som brukar vara mest förekommande i vila.

### Icke-motoriska symptom
På senare tid har man alltmer kommit att uppmärksamma att det är vanligt med så kallade icke-motoriska symptom vid Parkinsons sjukdom. Många av dessa beror på att sjukdomen påverkar autonoma nervsystemet. Balanssvårigheter är mycket vanliga, liksom trötthet, sömnproblem, blodtrycksfall och svårigheter med avföringen och vattenkastningen. Psykiska eller kognitiva symptom som depression och demens förekommer ofta tillsammans med Parkinsons sjukdom.

## Orsaker

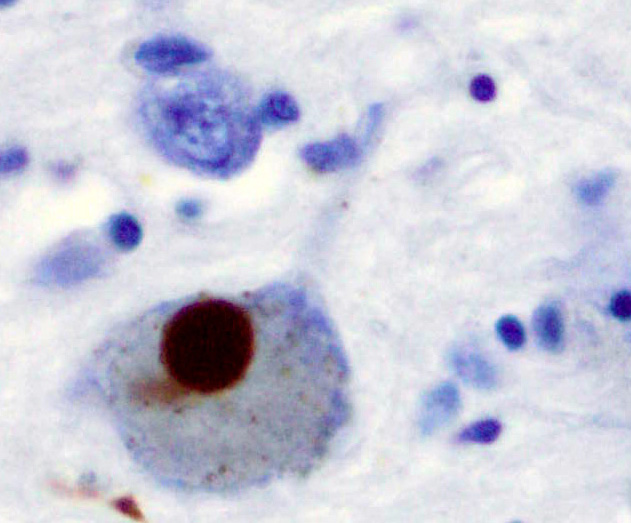
En Lewykropp (färgad brun) i en nervcell i substantia nigra. Den bruna färgen kommer från en immunhistokemisk färgning av alfasynuklein.

Orsaken till Parkinsons sjukdom är förlust av nervceller i substantia nigra, en del av basala ganglierna. De kvarvarande nervcellerna innehåller ofta så kallade Lewykroppar, som är inlagringar av ett särskilt protein (alfasynuklein). Skadorna i substantia nigra drabbar signalöverföringen till neostriatum (putamen och nucleus caudatus), vilken använder sig av signalsubstansen dopamin. Man har konstaterat låga värden nervtillväxtfaktor i substantia nigra.
Vad skadorna beror på vet man inte. Vasoaktiv intestinal peptid kan möjligen spela en roll för etiologin eller få betydelse för framtida behandling.
Vissa virusinfektioner och vissa typer av kemikalier och bekämpningsmedel har visat sig kunna ge upphov till parkinsonliknande symptom och skador i substantia nigra, men det finns inga bevis för att något sådant är orsaken vid vanlig Parkinsons sjukdom. I en del familjer verkar Parkinsons sjukdom finnas som en ärftlig variant, men oftast kan man inte identifiera något sådant samband.
Plasmavärdena av koppar hos personer med Parkinsons skiljer sig inte från dem som inte har sjukdomen, däremot är det möjligt att de har lägre koncentration av ceruloplasmin och att ceruloplasminets oxidativa aktivitet är lägre. Den oxidativa aktiviteten sjunker ytterligare allt eftersom sjukdomen fortskrider. Det kan också finnas ett relevant samband med kopparbindningen till alfasynuklein.
Forskning har indikerat att det finns ett åtminstone statistiskt samband mellan vissa sulfatreducerande bakterier och Parkinsons sjukdom.

## Behandling
Det fanns 2006 ingen botande behandling mot Parkinsons sjukdom[källa behövs], utan man har istället inriktat sig på att lindra symptomen.

### Läkemedelsbehandling
Det finns 4 huvudgrupper av läkemedel mot Parkinsons sjukdom. 
- Det viktigaste läkemedlet är levodopa (Madopark, Sinemet), som började användas på 1960-talet. Levodopa omvandlas till dopamin efter att det har passerat blodhjärnbarriären och fyller på mängden dopamin i substantia nigra. Vid svår Parkinsons sjukdom kan levodopa också ges som pumpbehandling. Denna behandling kallas Duodopa och innebär att en sond opereras in genom bukväggen för att ge medicin direkt i tarmen.
- Olyckligtvis minskar effekten av levodopa och blir mer kortvarig i takt med att fler dopaminproducerande nervceller dör. Man har därför utvecklat ett flertal läkemedel som jämnar ut koncentrationen av levodopa i blodet. Entakapon (Comtess) och tolkapon (Tasmar) hämmar enzymet COMT som bryter ner dopamin. Selegilin (Eldepryl) och rasagilin (Azilect) hämmar enzymet monoaminoxidas som också bidrar till nedbrytningen av dopamin.
- En annan grupp av läkemedel "härmar" effekten av dopamin i kroppen. Hit hör ropinirol (Requip), pramipexol (Sifrol) och rotigotin (Neupro-plåster), som alla verkar lite olika på dopaminreceptorerna. Till denna grupp hör också apomorfin som upptäcktes redan 1869, men kom till användning i parkinsonbehandlingen först på 1970-talet, då man lyckats bemästra biverkningarna, främst illamående och blodtrycksfall. Patienter som fluktuerar mycket i sina symptom trots dopabehandling kan komma ifråga för apomorfinbehandling för att bryta så kallade off-perioder med uttalad stelhet. Behandlingen ges subkutant (under huden), antingen genom en injektionspenna eller genom kontinuerlig infusion.
- Dessutom kan man ofta behöva andra sorters läkemedel mot icke-motoriska symptom, till exempel depression, demens, sömnstörning, blodtrycksfall eller inkontinens.

### Neurokirurgi
Hjärnkirurgi vid Parkinsons sjukdom innebär vanligen att en elektrod opereras in i nära anslutning till basala ganglierna. Från en pacemaker-liknande dosa under huden ges högfrekvent ström genom elektroden, vilket förbättrar motoriken. Metoden kallas DBS och är framför allt lämplig för personer som tidigare svarat bra på medicin men nu upplever kraftiga svängningar i rörelseförmågan. Den fungerar också mot tremor av andra orsaker än Parkinsons sjukdom.

### Framtida behandlingar med visad effekt
Försök har även gjorts med att injicera dopaminproducerande celler i substantia nigra med blandad framgång. Försök med genterapi har visat effekt i tidiga kliniska studier. Möjligen kan någon form av nervtillväxtfaktor i framtiden återställa förlorade celler.

### Övrig behandling
Sjukgymnastisk behandling är ett viktigt komplement för att bevara muskelstyrka och rörlighet.
Fysioterapi och träning har potential att fördröja progressionen av sjukdomen och även förbättra bland annat balans och gångfunktion. Exempel på träningsformer som visat sig ha bra effekt är balansträning, gångträning, Tai Chi, aerob träning och styrketräning.

## Kända patienter
- Muhammad Ali [18]
- Johannes Paulus II [18]
- Bengt Bedrup [18]
- Orvar Bergmark [18]
- Erland Josephson [18]
- Michael J. Fox [18]
- Robin Williams
- Bob Hoskins
- Eugene O'Neill
- Terry-Thomas
- Suzzie Tapper
- Carl Kjellgren
- Jeremy Bulloch
- Adolf Hitler[19]
- Salvador Dalí
- Robert Broberg
- Glenn Tipton[20]
- Uje Brandelius
- Hans Crispin
- Billy Connolly
- Ozzy Osbourne
- Stefan Einhorn[21]